# FK Ruch Brest
Der FK Ruch Brest ist ein belarussischer Fußballverein aus Brest. Er gehört dem regierungsnahen Geschäftsmann Aljaksandr Sajzau.

## Geschichte
Der Verein wurde 2016 gegründet. 2019 spielte die Mannschaft erstmals in der Perschaja Liha. Seit 2020 spielen sie in der Wyschejschaja Liha.